# Силич, Аникей
Аникей (Ионникий) Силич (укр. Оникій Силич; ? — 18 сентября 1663; Борзна) — черниговский полковник Войска Запорожского.

## Биография
Происходил из шляхетного рода Силичей герба Силич.
В 1654—1656 гг был товарищем в Черниговском полку, с февраля 1657 года и до 1663 года — полковник черниговский.
Активный участник русско-польской войны, герой Конотопской битвы. Позднее, Аникей Силич был противником польской ориентации гетмана Юрия Хмельницкого и выступал против Слободищенского договора последнего с Польшей. Сторонник Якима Сомка и Василия Золотаренко.
Был казнён Иваном Брюховецким в Борзне 18 сентября 1663 году.

## Семья
- Жена — Евгения Васильевна Радченко — дочь Черниговского бурмистра.
- Брат — Степан — командовал сотней в Черниговском полку. Потом дослужился до полкового хорунжого.